# 설계공학자
설계공학자, 설계 엔지니어, 디자인 엔지니어(design engineer)는 다양한 공학 분야(토목, 기계, 전기, 화학, 섬유, 항공 우주, 원자력, 제조, 시스템 및 구조/건물/건축 포함) 및 설계 분야의 엔지니어링 설계 프로세스에 중점을 둔 공학자이다. 인간 컴퓨터 상호 작용. 설계 엔지니어는 복잡한 과학 및 수학적 기법을 채택하고 사용하는 것과 관련된 제품 및 시스템에 대해 작업하는 경향이 있다. 공학 물리학 및 기타 응용 과학을 활용하여 사회를 위한 솔루션을 개발하는 데 중점을 두는 경향이 있다.
설계공학자는 일반적으로 다른 엔지니어 및 다른 유형의 디자이너(예: 산업 디자이너)로 구성된 팀과 협력하여 제품 기능, 수행 및 목적에 맞는 개념적이고 세부적인 디자인을 개발한다. 또한 마케터와 협력하여 고객의 요구 사항을 충족하는 제품 개념 및 사양을 개발하고 설계 노력을 지시할 수 있다. 많은 엔지니어링 영역에서 "설계공학자"와 기타 엔지니어링 역할(예: 계획 엔지니어, 프로젝트 엔지니어, 테스트 엔지니어)이 구분된다. 분석은 후자 영역에서 더 큰 역할을 하는 경향이 있는 반면 종합은 전자에서 더 중요하다. 그럼에도 불구하고 이러한 모든 역할은 기술적으로 전체 엔지니어링 설계 프로세스의 일부이다.
엔지니어링 프로젝트에 공공 안전이 관련된 경우 관련된 설계 엔지니어는 종종 전문 엔지니어(미국 및 캐나다)와 같은 면허를 취득해야 한다. 이러한 면제의 범위와 조건은 관할권에 따라 크게 다르지만 조직 내부에서만 프로젝트에 참여하는 엔지니어에 대한 "산업 면제"가 있는 경우가 많다.

## 같이 보기
- 건축공학
- 화학공학
- 토목공학
- 전기공학
- 산업 디자인
- 산업공학
- 제조공학
- 기계공학
- 제품 개발
- 제조공학